# Nazionale femminile di pallamano dell'Uruguay
La nazionale di pallamano femminile dell'Uruguay rappresenta l'Uruguay nelle competizioni internazionali e la sua attività è gestita dalla Federación Uruguaya de Handball. La rappresentativa ha ottenuto un secondo e tre terzi posti al campionato continentale, a cui partecipa dal 1986.

## Palmarès

### Campionati panamericani
- 2000
- 1997, 2003, 2005

### Giochi panamericani

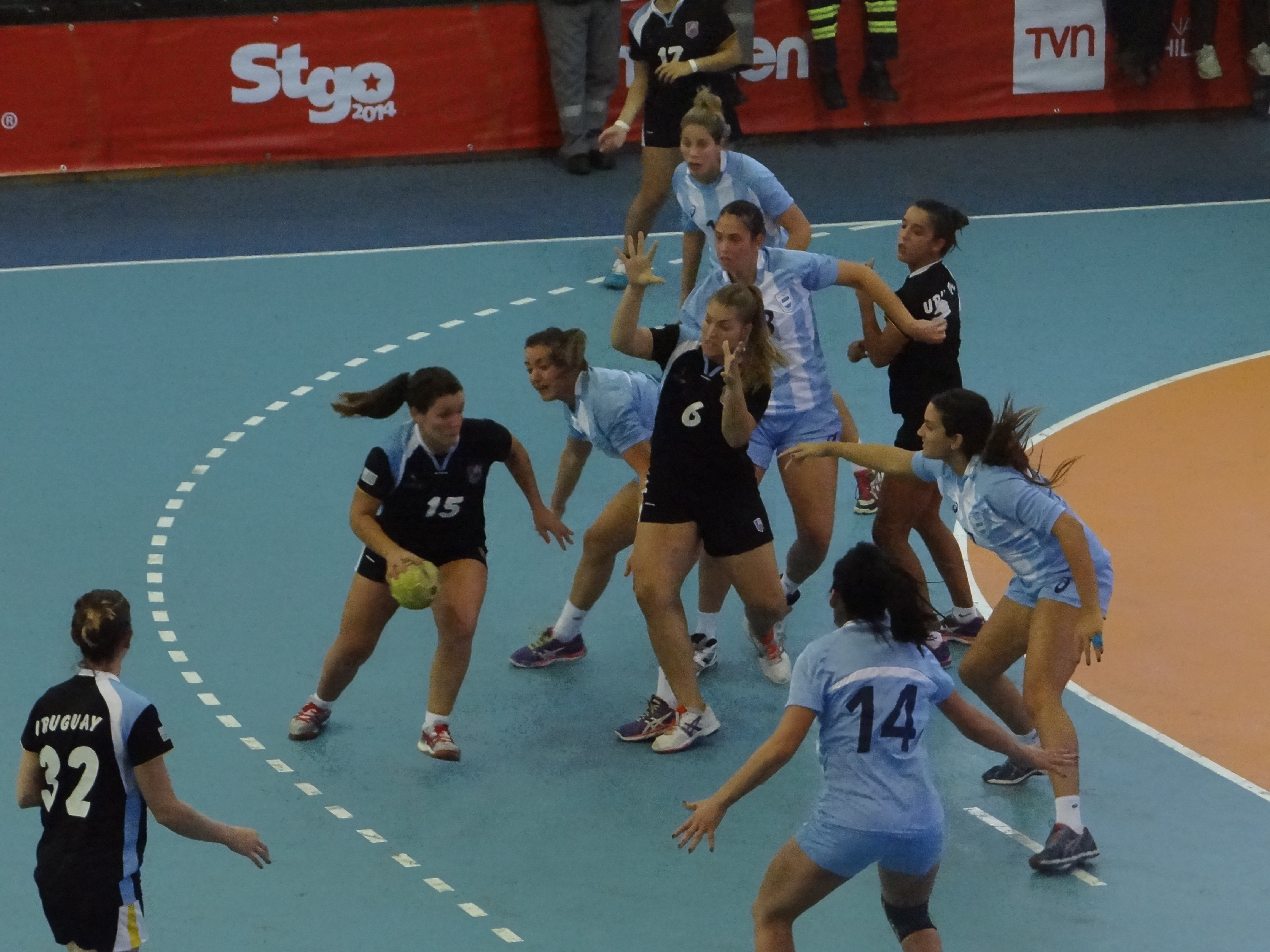
Partita contro l'Argentina nel 2014

- 1999: 6º posto
- 2003:  3º posto
- 2011: 7º posto
- 2015:  3º posto